# WLIT
WLIT (auch „WLIT-FM“ oder „litefm“) ist ein privater Hörfunksender aus Chicago. Die Station wurde 1958 gegründet und gehört heute zu dem Medienunternehmen iHeartMedia. Die früheren Rufzeichen lauteten: WLAK, WWEL und WEBH.
Das Formatradio richtet sich nach dem Adult-Contemporary-Schema und ist auf der UKW-Frequenz 93,9 zu empfangen.